# George Markstein
Ne doit pas être confondu avec George H. Markstein.
George Markstein, né le 29 août 1929 à Berlin en Allemagne et mort le 15 janvier 1987, est un journaliste, écrivain, auteur de roman d’espionnage et un scénariste britannique d’origine allemande.

## Biographie
George Markstein naît à Berlin en 1929. Sa famille quitte l'Allemagne lors de la montée du nazisme. Pendant la guerre froide, il est, selon Claude Mesplède et Jean-Jacques Schleret, membre des services secrets britanniques. Il devient reporter criminel et, à la fin des années 1950, travaillant à Thames TV (en). Il écrit des scénarios de plusieurs séries télévisées. 
Au milieu des années 1960, il écrit les grandes lignes de la série télévisée Le Prisonnier qu’il soumet à Patrick McGoohan. Il écrit le scénario du premier épisode et apparaît au générique dans le rôle de l'homme derrière le bureau à qui le Numéro six remet sa démission. Il travaille pour les treize premiers épisodes de la série jusqu'à un différend avec Patrick McGoohan.
En 1967, il travaille sur le scénario de Trois milliards d'un coup, film britannique de Peter Yates et reçoit avec Edward Boyd et Peter Yates le prix du meilleur scénario original de la Writers' Guild of Great Britain.
Il publie son premier roman d’espionnage Le Frigo (The Cooler) en 1974. Espion, lève-toi ! (Chance Awakening), publié en 1977, est adapté au cinéma par Michel Audiard et Claude Veillot dans un film réalisé par Yves Boisset en 1982.
Après une longue maladie, Markstein meurt d'une insuffisance rénale en 1987.

## Œuvre

### Romans
- The Cooler, 1974
  - Le Frigo, Éditions Robert Laffont, « collection Best-Sellers », 1975, réédition dans Agents secrets face à l'Europe nazie, Éditions Omnibus, 2005 (traduction de Jean Rosenthal)
- The Man From Yesterday, 1976
- Chance Awakening, 1977
  - Espion, lève-toi !, Série noire no 1737, 1979
- Tara Kane, 1978
  - Tara Kane, Éditions Albin Michel 1985
- The Goering Testament, 1978
  - La Proie gammée, Série noire no 1748, 1979
- Traitor for a Cause, 1979
  - Cible 5, Série noire no 1789, 1980
- Ultimate Issue, 1981
- Ferret, 1983
- Soul Hunters, 1987

## Filmographie

### Adaptation
1982 : Espion, lève-toi, adaptation de Chance Awakening réalisée par Yves Boisset

### En tant que scénariste

#### Au cinéma
- 1967 : Trois milliards d'un coup, film britannique de Peter Yates
- 1974 : Le Dossier Odessa, film germano-britannique de Ronald Neame
- 1982 : Commando, film helvéto-britannique de Ian Sharp

#### À la télévision
- 1966 : Not So Jolly Roger, épisode de la série télévisée Destination Danger réalisé par Don Chaffey
- 1966 : All Roads Lead to Callaghan, épisode de la série télévisée Court Martial (en) réalisé par Peter Graham Scott
- 1967 : L'Arrivée, premier épisode de la série télévisée Le Prisonnier réalisé par Don Chaffey
- 1967 : Trois épisodes de la série télévisée Send Foster
- 1969 - 1970 : Treize épisodes de la série télévisée Special Branch (en)
- 1972 : The Richmond File: Call Me Enemy, épisode de la série télévisée Callan (en)
- 1978 : The Debt Collectors, épisode de la série télévisée Le Retour du Saint réalisé par Leslie Norman
- 1984 : Un épisode de la série télévisée Dramarama réalisé par Vic Hughes
- 1984 - 1985 : Deux épisodes de la série télévisée Mr Palfrey of Westminster (en) réalisé par Christopher Hodson
- 1986 :  Spanish Blood, épisode de la série télévisée Philip Marlowe, détective privé

### en tant qu’acteur
1967 - 1968 : Le Prisonnier, rôle de l'homme derrière le bureau pendant le générique

## Sources
- Claude Mesplède (dir.), Dictionnaire des littératures policières, vol. 2 : J - Z, Nantes, Joseph K, coll. « Temps noir », 2007, 1086 p. (ISBN 978-2-910686-45-1, OCLC 315873361), p. 303-304.
- Claude Mesplède, Les années "Série noire" bibliographie critique d'une collection policière, t. 4 : 1972-1982, Amiens, Encrage, coll. « Travaux » (no 25), 1995, 318 p. (ISBN 978-2-906389-63-2).